# ジェイソン・スティール
ジェイソン・シーン・スティール（Jason Sean Steele, 1990年8月18日 - ）は、イングランド・ニュートン・エイクリフ出身のサッカー選手。ブライトン・アンド・ホーヴ・アルビオンFC所属。元イギリス代表。ポジションはゴールキーパー。

## 経歴

### ブライトン
2018年7月、ブライトン・アンド・ホーヴ・アルビオンFCに加入することが発表された。2019年1月5日、FAカップ3回戦AFCボーンマス戦で加入後初出場を果たし、3ｰ1の勝利に貢献した。
加入後は、長らくマシュー・ライアンやロベルト・サンチェスの後塵を拝していたが、ライアン退団後は第2GKに昇格。
2022-23シーズンには、サンチェスの不調によりシーズン中盤からポジションを奪取。シーズン通して15試合に出場し、その後に契約を更新した。
2023ｰ24シーズンは、新加入のバルト・フェルブルッヘンとポジションを分け合いながら17試合に出場した。
しかし2024-25シーズンは、新たに監督に就任したファビアン・ヒュルツェラーがフェルブルッフェンを正GKに固定したことで、自身は正式に第2GKに降格した。